# Lista över ledamöter av Sveriges riksdag 1867
Detta är en komplett lista över riksdagsledamöter vid riksdagen 1867.

## Om riksdagen
Sedan riksdagen 1865–1866 avslutats den 22 juni 1866 så var de gamla stånden avskaffade och ersatta av en första kammare som valdes av landstingen och en andra kammare som valdes av folket. Rösträtten var dock kraftigt begränsad och valen förrättades vanligtvis av elektorer. Den nya riksdagen öppnades den 19 januari 1867 och avslutades den 16 maj samma år. 
Totalt fanns det 315 riksdagsledamöter 1867, av vilka 239  hade suttit i den gamla ståndsriksdagen;
- 100 från adeln
- 11 från prästeståndet
- 49 från borgarståndet
- och 79 från bondeståndet

## Första kammaren

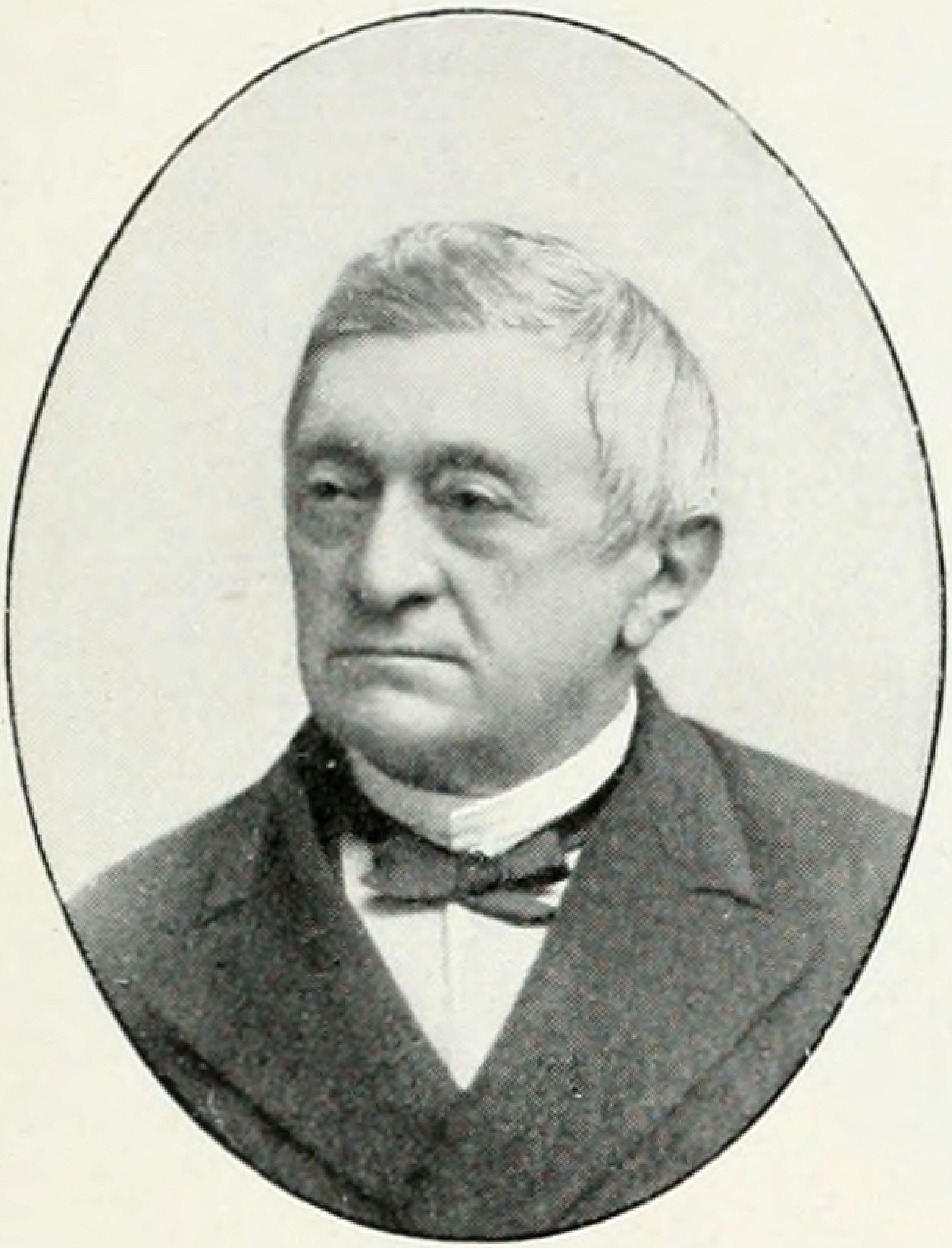
Första kammarens talman Gustaf Lagerbjelke som företrädde Södermanlands läns valkrets.

Listan avser de riksdagsledamöter som var närvarande när första kammaren samlades den 18 januari 1867 och är baserad på riksdagsprotokollet från samma dag. I första kammaren fick partierna inte så stort genomslag, vilket framgår av tabellen. Det fanns dock två partier; Konservativa gruppen som var lite mer högerinriktad och Ministeriella gruppen, som var mer liberalt sinnad.
Ledamöternas partitillhörigheter är hämtade från bokserien Tvåkammarriksdagen 1867–1970 och bör betraktas med försiktighet eftersom partibildningarna under 1800-talet saknade mer omfattande organisation och inte var särskilt stabila. Ledamöternas yrke är taget från Statistisk tidskrift 1866, band 3.
| Partier | Partier               |
| ------- | --------------------- |
|         | Konservativa gruppen  |
|         | Ministeriella gruppen |
|         | Partilösa             |

Numreringen till vänster syftar inte på respektive riksdagsledamots plats.
| Nr  |
| --- |
| 1   |
| 2   |
| 3   |
| 4   |
| 5   |
| 6   |
| 7   |
| 8   |
| 9   |
| 10  |
| 11  |
| 12  |
| 13  |
| 14  |
| 15  |
| 16  |
| 17  |
| 18  |
| 19  |
| 20  |
| 21  |
| 22  |
| 23  |
| 24  |
| 25  |
| 26  |
| 27  |
| 28  |
| 29  |
| 30  |
| 31  |
| 32  |
| 33  |
| 34  |
| 35  |
| 36  |
| 37  |
| 38  |
| 39  |
| 40  |
| 41  |
| 42  |
| 43  |
| 44  |
| 45  |
| 46  |
| 47  |
| 48  |
| 49  |
| 50  |
| 51  |
| 52  |
| 53  |
| 54  |
| 55  |
| 56  |
| 57  |
| 58  |
| 59  |
| 60  |
| 61  |
| 62  |
| 63  |
| 64  |
| 65  |
| 66  |
| 67  |
| 68  |
| 69  |
| 70  |
| 71  |
| 72  |
| 73  |
| 74  |
| 75  |
| 76  |
| 77  |
| 78  |
| 79  |
| 80  |
| 81  |
| 82  |
| 83  |
| 84  |
| 85  |
| 86  |
| 87  |
| 88  |
| 89  |
| 90  |
| 91  |
| 92  |
| 93  |
| 94  |
| 95  |
| 96  |
| 97  |
| 98  |
| 99  |
| 100 |
| 101 |
| 102 |
| 103 |
| 104 |
| 105 |
| 106 |
| 107 |
| 108 |
| 109 |
| 110 |
| 111 |
| 112 |
| 113 |
| 114 |
| 115 |
| 116 |
| 117 |
| 118 |
| 119 |
| 120 |
| 121 |
| 122 |
| 123 |
| 124 |
| 125 |

| Valkrets                | Riksdagsman                 | Yrke                  | Parti | Parti    |
| ----------------------- | --------------------------- | --------------------- | ----- | -------- |
| Stockholms stad         | Gillis Bildt                | överståthållare       |       | Partilös |
| Stockholms stad         | Louis De Geer               | justitiestatsminister |       | Partilös |
| Stockholms stad         | Frans Schartau              | grosshandlare         |       | Kons.    |
| Stockholms stad         | André Oscar Wallenberg      | bankdirektör          |       | Min.     |
| Stockholms län          | Ludvig af Ugglas            | godsägare             |       | Min.     |
| Stockholms län          | Axel Odelberg               | godsägare             |       | Kons.    |
| Stockholms län          | Ludvig Teodor Almqvist      | justitieråd           |       | Partilös |
| Stockholms län          | Anders Cederström           | godsägare             |       | Partilös |
| Uppsala län             | Baltzar von Platen          | statsråd              |       | Partilös |
| Uppsala län             | Edvard Casparsson           | godsägare             |       | Partilös |
| Uppsala län             | Pehr von Ehrenheim          | statsråd              |       | Partilös |
| Södermanlands län       | Gustaf Lagerbjelke          | landshövding          |       | Partilös |
| Södermanlands län       | Jakob Wilhelm Sprengtporten | godsägare             |       | Kons.    |
| Södermanlands län       | Henning Hamilton            | godsägare             |       | Kons.    |
| Södermanlands län       | Henrik Palmstierna          | överstelöjtnant       |       | Partilös |
| Östergötlands län       | Gustaf af Ugglas            | landshövding          |       | Min.     |
| Östergötlands län       | Eric af Klint               | generalmajor          |       | Partilös |
| Östergötlands län       | Fredrik Alexander Funck     | godsägare             |       | Partilös |
| Östergötlands län       | Carl Edvard Ekman           | bruksägare            |       | Partilös |
| Östergötlands län       | Carl Fredrik Bergstedt      | bruksägare            |       | Partilös |
| Östergötlands län       | Charles Piper               | godsägare             |       | Kons.    |
| Östergötlands län       | Axel Dickson                | godsägare             |       | Partilös |
| Östergötlands län       | Julius Oscar Mörner         | godsägare             |       | Partilös |
| Jönköpings län          | Arvid Gustaf Faxe           | landshövding          |       | Partilös |
| Jönköpings län          | Carl von Otter              | godsägare             |       | Partilös |
| Jönköpings län          | Axel Hermelin               | godsägare             |       | Partilös |
| Jönköpings län          | Jon Stålhammar              | major                 |       | Partilös |
| Jönköpings län          | Herman von Gegerfelt        | hovrättsassessor      |       | Partilös |
| Jönköpings län          | Fredrik Ekenman             | häradshövding         |       | Partilös |
| Kronobergs län          | Anders Koskull              | godsägare             |       | Partilös |
| Kronobergs län          | Adolph Westman              | häradshövding         |       | Partilös |
| Kronobergs län          | Gustaf Munthe               | landshövding          |       | Partilös |
| Kronobergs län          | Carl Holmberg               | landssekreterare      |       | Partilös |
| Kronobergs län          | Carl Göran Mörner           | president             |       | Kons.    |
| Kalmar läns norra       | Johan Nordenfalk            | godsägare             |       | Partilös |
| Kalmar läns norra       | Carl Adam Jakob Raab        | godsägare             |       | Partilös |
| Kalmar läns norra       | Victor Fleetwood            | godsägare             |       | Partilös |
| Kalmar läns södra       | Adam Christian Raab         | godsägare             |       | Partilös |
| Kalmar läns södra       | Johan Fredrik Caspersson    | häradshövding         |       | Partilös |
| Kalmar läns södra       | Magnus Björnstjerna         | generalmajor          |       | Partilös |
| Kalmar läns södra       | Johan Arrhenius             | professor             |       | Partilös |
| Gotlands län            | Henrik Gyllenram            | landshövding          |       | Partilös |
| Blekinge län            | Enar Nordenfelt             | landshövding          |       | Partilös |
| Blekinge län            | Hans Wachtmeister           | godsägare             |       | Partilös |
| Blekinge län            | Nils Samuel von Koch        | f. d. justitiekansler |       | Partilös |
| Blekinge län            | Edvard Meyer                | grosshandlare         |       | Partilös |
| Kristianstads län       | Axel Knut Wachtmeister      | landshövding          |       | Partilös |
| Kristianstads län       | Bror von Geijer             | överstelöjtnant       |       | Partilös |
| Kristianstads län       | Thomas Munck af Rosenschöld | president             |       | Partilös |
| Kristianstads län       | Fabian Staël von Holstein   | godsägare             |       | Partilös |
| Kristianstads län       | Bernhard Meijer             | godsägare             |       | Partilös |
| Kristianstads län       | Axel Fredrik Wachtmeister   | godsägare             |       | Partilös |
| Kristianstads län       | Eric Gyllenstierna          | godsägare             |       | Partilös |
| Malmöhus län            | Carl Axel Trolle            | godsägare             |       | Kons.    |
| Malmöhus län            | Corfitz Beck-Friis          | godsägare             |       | Partilös |
| Malmöhus län            | Magnus Hallenborg           | godsägare             |       | Partilös |
| Malmöhus län            | Jules Stiernblad            | godsägare             |       | Min.     |
| Malmöhus län            | Rudolf Tornérhjelm          | godsägare             |       | Partilös |
| Malmöhus län            | Jules von Schwerin          | godsägare             |       | Partilös |
| Malmöhus län            | Gustaf Peyron               | överstelöjtnant       |       | Partilös |
| Malmöhus län            | Nils Johan Berlin           | generaldirektör       |       | Partilös |
| Malmöhus län            | Fritz Piper                 | godsägare             |       | Partilös |
| Malmöhus län            | Lars Billström              | borgmästare           |       | Partilös |
| Hallands län            | Peter von Möller            | godsägare             |       | Partilös |
| Hallands län            | Carl Hammar                 | godsägare             |       | Partilös |
| Hallands län            | Fredric Brummer             | godsägare             |       | Partilös |
| Hallands län            | Gustaf Adam Ehrengranat     | provinsialläkare      |       | Partilös |
| Göteborgs och Bohus län | Albert Ehrensvärd           | landshövding          |       | Min.     |
| Göteborgs och Bohus län | Olof Fåhræus                | f. d. statsråd        |       | Partilös |
| Göteborgs och Bohus län | Charles Dickson             | medicine doktor       |       | Min.     |
| Göteborgs och Bohus län | Mandatet obesatt            |                       |       |          |
| Göteborgs och Bohus län | Gustaf Daniel Björck        | biskop                |       | Partilös |
| Göteborgs och Bohus län | William Thorburn            | grosshandlare         |       | Partilös |
| Göteborgs stad          | Carl Fredrik Wærn           | grosshandlare         |       | Min.     |
| Älvsborgs län           | Erik Gustaf Lilliehöök      | överste               |       | Partilös |
| Älvsborgs län           | Oscar Geijer                | kyrkoherde            |       | Partilös |
| Älvsborgs län           | Nils August Silfverschiöld  | godsägare             |       | Min.     |
| Älvsborgs län           | Fredrik Brusewitz           | bruksägare            |       | Partilös |
| Älvsborgs län           | Erik Sparre                 | landshövding          |       | Kons.    |
| Älvsborgs län           | Janne Ekman                 | grosshandlare         |       | Partilös |
| Älvsborgs län           | Carl Hasselrot              | häradshövding         |       | Partilös |
| Älvsborgs län           | Christoffer Sahlin          | bruksägare            |       | Partilös |
| Älvsborgs län           | Sven Lagerberg              | överste               |       | Partilös |
| Skaraborgs län          | Jan Kuylenstjerna           | godsägare             |       | Partilös |
| Skaraborgs län          | Hugo Hamilton               | godsägare             |       | Partilös |
| Skaraborgs län          | Carl Storckenfeldt          | godsägare             |       | Partilös |
| Skaraborgs län          | Carl Johan Malmsten         | landshövding          |       | Partilös |
| Skaraborgs län          | Nils von Hofsten            | godsägare             |       | Partilös |
| Skaraborgs län          | Fredrik von Essen           | godsägare             |       | Partilös |
| Skaraborgs län          | Hjalmar Croneborg           | bruksägare            |       | Partilös |
| Värmlands län           | Olof Nordenfeldt            | godsägare             |       | Partilös |
| Värmlands län           | Gustaf Ekman                | bruksägare            |       | Partilös |
| Värmlands län           | Jonas Herlenius             | bruksägare            |       | Partilös |
| Värmlands län           | Gerhard Lagerstråle         | statsråd              |       | Partilös |
| Värmlands län           | Wilhelm Croneborg           | bruksägare            |       | Partilös |
| Värmlands län           | Carl Uggla                  | bruksägare            |       | Partilös |
| Värmlands län           | Carl Hammarhjelm            | bruksägare            |       | Partilös |
| Värmlands län           | Rudolf Adlersparre          | bruksägare            |       | Partilös |
| Örebro län              | Hugo Hamilton               | godsägare             |       | Partilös |
| Örebro län              | Erland von Hofsten          | bruksägare            |       | Partilös |
| Örebro län              | Carl Oskar Troilius         | generaldirektör       |       | Partilös |
| Örebro län              | Selim Heijkenskjöld         | bruksägare            |       | Partilös |
| Örebro län              | Knut Cassel                 | bruksägare            |       | Partilös |
| Västmanlands län        | Wilhelm Fredrik Tersmeden   | bruksägare            |       | Kons.    |
| Västmanlands län        | Fredrik Cronstedt           | landshövding          |       | Kons.    |
| Västmanlands län        | Knut Björkenstam            | häradshövding         |       | Kons.    |
| Kopparbergs län         | Nils Fröman                 | justitieombudsman     |       | Partilös |
| Kopparbergs län         | William Nisser              | bruksägare            |       | Partilös |
| Kopparbergs län         | Patric Reuterswärd          | bruksägare            |       | Partilös |
| Kopparbergs län         | Gustaf Sparre               | president             |       | Partilös |
| Kopparbergs län         | Palne de Laval              | landssekreterare      |       | Partilös |
| Gävleborgs län          | Casimir Petre               | bruksägare            |       | Partilös |
| Gävleborgs län          | Lars Landgren               | kontraktsprost        |       | Partilös |
| Gävleborgs län          | Carl Anton Rettig           | bruksägare            |       | Partilös |
| Gävleborgs län          | Jonas Selggren              | rektor                |       | Partilös |
| Västernorrlands län     | Anders Fredrik Beckman      | biskop                |       | Partilös |
| Västernorrlands län     | Ludvig Manderström          | utrikesstatsminister  |       | Partilös |
| Västernorrlands län     | Anders Ros                  | generaldirektör       |       | Partilös |
| Västernorrlands län     | Nils Haqvin Selander        | professor             |       | Partilös |
| Jämtlands län           | Gustaf Lagercrantz          | statsråd              |       | Partilös |
| Jämtlands län           | Axel Bennich                | generaldirektör       |       | Min.     |
| Västerbottens län       | Erik Viktor Almquist        | landshövding          |       | Partilös |
| Västerbottens län       | Herman Rydin                | professor             |       | Partilös |
| Norrbottens län         | Sven Peter Bergman          | landshövding          |       | Partilös |
| Norrbottens län         | Johan Jakob Nordström       | riksarkivarie         |       | Partilös |

### Ledamöternas yrken
Uppgifterna om ledamöternas yrken kommer som nämnts ovan ifrån Statistisk tidskrift 1866. Bland första kammarens ledamöter fanns de två statsministrarna Louis De Geer och Ludvig Manderström samt fyra andra statsråd: sjöminister Baltzar von Platen, finansministern Gustaf Lagercrantz, civilministern Gerhard Lagerstråle och ett konsultativt statsråd Pehr von Ehrenhielm. Bland de verksamma juristerna fanns presidenten i Kammarrätten Carl Göran Mörner, presidenten i Hovrätten över Skåne och Blekinge Thomas Munck af Rosenschöld samt presidenten i Svea hovrätt Gustaf Sparre. Sveriges justitieombudsman Nils Fröman samt ett justitieråd fanns också invalda. Antalet landshövdingar och överståthållaren utgjorde 14 av ledamöterna. Antalet civila och militära ämbetsmän utgjorde 50 stycken av ledamöterna, eller 40 %.
4 ledamöter (3,2 %) tillhörde prästerskapet, varav 2 biskopar och 2 kyrkoherdar. Professorer och rektorer utgjorde var 4 stycken och läkare var 2 stycken av ledamöterna, dessa två grupper räknades ihop till 4,8 % tillsammans. Godsägarna var 40 stycken (eller 32 %) och bruksägarna 19 stycken eller 15 % av ledamöterna. Gruppen handlande och bankirer bestod av 6 ledamöter eller 4,8 %. 78 av ledamöterna, eller 62,4 % tillhörde adeln.
Den äldsta ledamoten Jakob Wilhelm Sprengtporten var 72 år gammal och den yngsta ledamoten var 35-åriga Fredrik von Essen, den yngsta åldern tillåten för val till första kammaren.

## Andra kammaren

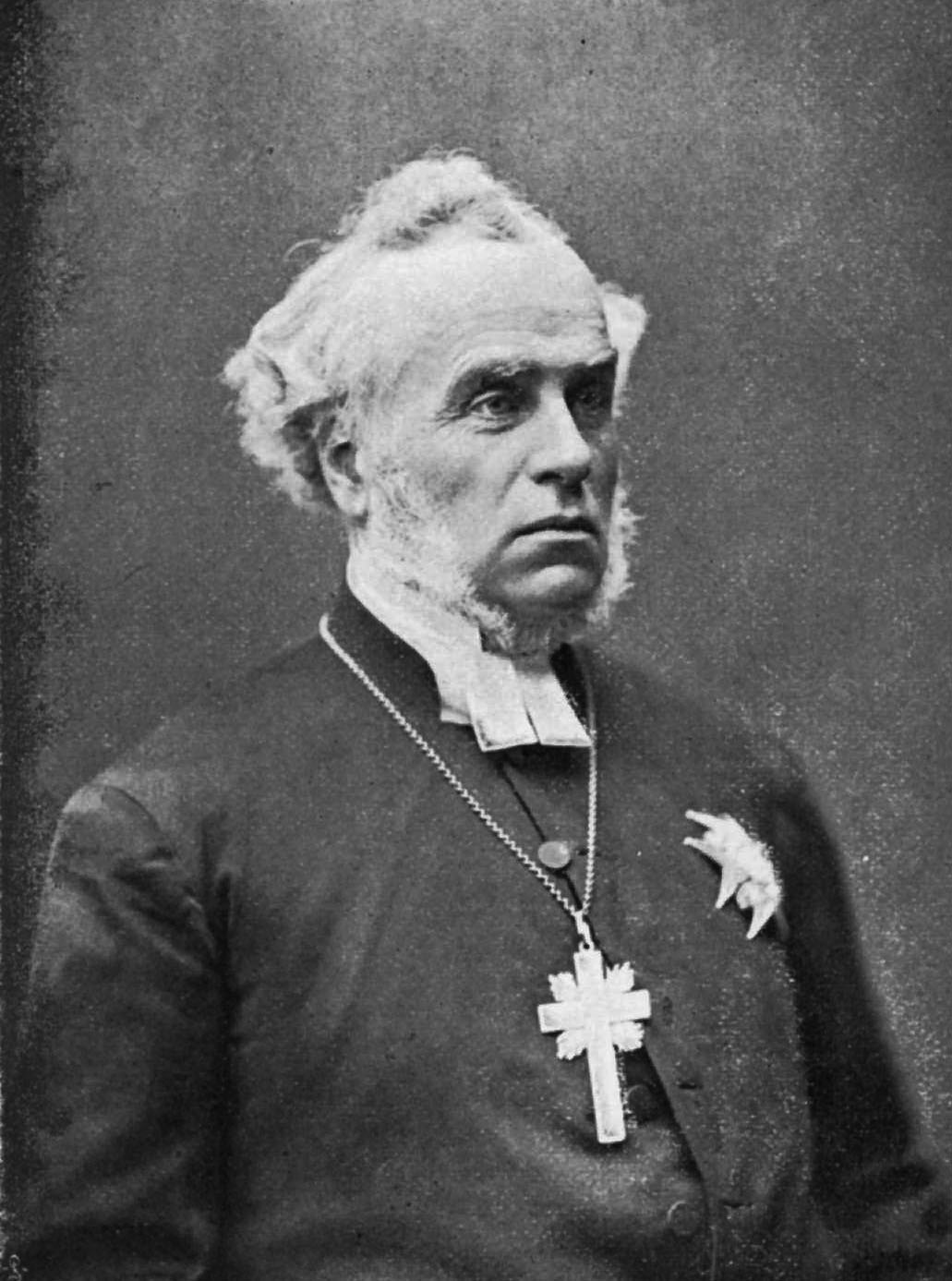
Andra kammarens talman Anton Niklas Sundberg som företrädde Karlstads och Filipstads valkrets.

Listan avser de riksdagsledamöter som var närvarande när andra kammaren samlades den 18 januari 1867 och är baserad på riksdagsprotokollet från samma dag. Vid riksdagen 1867 fanns två partier; Lantmannapartiet som var ett intresseparti för kammarens bönder och Ministeriella partiet som sympatiserade med regeringen. Många riksdagsledamöter tillhörde emellertid inget parti alls. 
Stadsvalkretsar som låg i flera olika län har i regel sorterats under det län som kom först i länskodordningen. Valkretsarnas namn är hämtade från Statistisk tidskrift 1866, band 3. Ledamöternas partitillhörigheter är hämtade från bokserien Tvåkammarriksdagen 1867–1970 och bör betraktas med försiktighet eftersom partibildningarna under 1800-talet saknade mer omfattande organisation och inte var särskilt stabila.
| Partier | Partier               |
| ------- | --------------------- |
|         | Lantmannapartiet      |
|         | Ministeriella partiet |
|         | Partilösa             |

Numreringen till vänster syftar inte på respektive riksdagsledamots plats.
| Nr  |
| --- |
| 1   |
| 2   |
| 3   |
| 4   |
| 5   |
| 6   |
| 7   |
| 8   |
| 9   |
| 10  |
| 11  |
| 12  |
| 13  |
| 14  |
| 15  |
| 16  |
| 17  |
| 18  |
| 19  |
| 20  |
| 21  |
| 22  |
| 23  |
| 24  |
| 25  |
| 26  |
| 27  |
| 28  |
| 29  |
| 30  |
| 31  |
| 32  |
| 33  |
| 34  |
| 35  |
| 36  |
| 37  |
| 38  |
| 39  |
| 40  |
| 41  |
| 42  |
| 43  |
| 44  |
| 45  |
| 46  |
| 47  |
| 48  |
| 49  |
| 50  |
| 51  |
| 52  |
| 53  |
| 54  |
| 55  |
| 56  |
| 57  |
| 58  |
| 59  |
| 60  |
| 61  |
| 62  |
| 63  |
| 64  |
| 65  |
| 66  |
| 67  |
| 68  |
| 69  |
| 70  |
| 71  |
| 72  |
| 73  |
| 74  |
| 75  |
| 76  |
| 77  |
| 78  |
| 79  |
| 80  |
| 81  |
| 82  |
| 83  |
| 84  |
| 85  |
| 86  |
| 87  |
| 88  |
| 89  |
| 90  |
| 91  |
| 92  |
| 93  |
| 94  |
| 95  |
| 96  |
| 97  |
| 98  |
| 99  |
| 100 |
| 101 |
| 102 |
| 103 |
| 104 |
| 105 |
| 106 |
| 107 |
| 108 |
| 109 |
| 110 |
| 111 |
| 112 |
| 113 |
| 114 |
| 115 |
| 116 |
| 117 |
| 118 |
| 119 |
| 120 |
| 121 |
| 122 |
| 123 |
| 124 |
| 125 |
| 126 |
| 127 |
| 128 |
| 129 |
| 130 |
| 131 |
| 132 |
| 133 |
| 134 |
| 135 |
| 136 |
| 137 |
| 138 |
| 139 |
| 140 |
| 141 |
| 142 |
| 143 |
| 144 |
| 145 |
| 146 |
| 147 |
| 148 |
| 149 |
| 150 |
| 151 |
| 152 |
| 153 |
| 154 |
| 155 |
| 156 |
| 157 |
| 158 |
| 159 |
| 160 |
| 161 |
| 162 |
| 163 |
| 164 |
| 165 |
| 166 |
| 167 |
| 168 |
| 169 |
| 170 |
| 171 |
| 172 |
| 173 |
| 174 |
| 175 |
| 176 |
| 177 |
| 178 |
| 179 |
| 180 |
| 181 |
| 182 |
| 183 |
| 184 |
| 185 |
| 186 |
| 187 |
| 188 |
| 189 |
| 190 |

| Län                 | Valkrets                                    | Riksdagsman             | Parti         | Parti         |
| ------------------- | ------------------------------------------- | ----------------------- | ------------- | ------------- |
| Överståthållarskap  | Stockholms stad                             | Axel Adlersparre        |               | Min.          |
| Överståthållarskap  | Stockholms stad                             | Lars Johan Hierta       |               | Partilös      |
| Överståthållarskap  | Stockholms stad                             | Alfred Fock             |               | Partilös      |
| Överståthållarskap  | Stockholms stad                             | August Gripenstedt      |               | Partilös      |
| Överståthållarskap  | Stockholms stad                             | Leonard Kinmanson       |               | Partilös      |
| Överståthållarskap  | Stockholms stad                             | Carl Meijerberg         |               | Partilös      |
| Överståthållarskap  | Stockholms stad                             | Olle Leffler            |               | Min.          |
| Överståthållarskap  | Stockholms stad                             | Johan Sjöberg           |               | Min.          |
| Överståthållarskap  | Stockholms stad                             | Conrad Svanberg         |               | Min.          |
| Överståthållarskap  | Stockholms stad                             | Holdo Stråle            |               | Min.          |
| Överståthållarskap  | Stockholms stad                             | August Blanche          |               | LMP           |
| Överståthållarskap  | Stockholms stad                             | Johan Liljencrantz      |               | LMP           |
| Överståthållarskap  | Stockholms stad                             | Carl Grafström          |               | Partilös      |
| Stockholm           | Frösåkers med flera domsagor                | Pehr Pehrsson           |               | LMP           |
| Stockholm           | Sjuhundra med flera domsagor                | Matts Pehrsson          |               | Partilös      |
| Stockholm           | Färentuna med flera domsagor                | Julius Wener            |               | Partilös      |
| Stockholm           | Ärlinghundra med flera domsagor             | Laurentius Öhlin        |               | Partilös      |
| Stockholm           | Södertörns domsaga                          | Per Siljeström          |               | LMP           |
| Stockholm           | Stockholms läns städer                      | Johan Borg              |               | Partilös      |
| Uppsala             | Norra domsagan                              | Lars Erik Westblad      |               | Partilös      |
| Uppsala             | Södra domsagan                              | Jan Fredrik Fredricson  |               | LMP           |
| Uppsala             | Mellersta domsagan                          | Anders Lindewall        |               | Partilös      |
| Uppsala             | Uppsala stad                                | Sigurd Ribbing          |               | Partilös      |
| Södermanland        | Jönåkers med flera härad                    | Edward Sederholm        |               | Partilös      |
| Södermanland        | Oppunda och Villåttinge härad               | Carl Gustaf Indebetou   |               | LMP           |
| Södermanland        | Väster- och Österrekarne härad              | Robert Arfwedson        |               | Partilös      |
| Södermanland        | Selebo, Åkers och Daga härad                | Carl Kallstenius        |               | LMP           |
| Södermanland        | Södermanlands läns mindre städer            | Henric Vougt            |               | Partilös      |
| Södermanland        | Eskilstuna och Strängnäs städer             | Sven Palmgren           |               | Partilös      |
| Östergötland        | Kinda och Ydre domsaga                      | Johan Axel Åstrand      |               | Min.          |
| Östergötland        | Björekinds med flera domsagor               | Carl Lönnberg           |               | Min.          |
| Östergötland        | Lysings och Göstrings domsaga               | August Anderson         |               | Min.          |
| Östergötland        | Åkerbo med flera domsagor                   | Ivar Koskull            |               | LMP           |
| Östergötland        | Vifolka, Valkebo och Gullbergs domsaga      | Carl Anders Larsson     |               | Min.          |
| Östergötland        | Risinge med flera domsagor                  | Axel Reutercrona        |               | Partilös      |
| Östergötland        | Aska, Dals och Bobergs domsaga              | Jonas Andersson         |               | Min.          |
| Östergötland        | Hammarkinds och Skärkinds domsaga           | Sven Hansson            |               | Min.          |
| Östergötland        | Linköpings stad                             | Carl Fredrik Ridderstad |               | Min.          |
| Östergötland        | Norrköpings stad                            | Jöran Sääf              |               | LMP           |
| Östergötland        | Norrköpings stad                            | Erik Swartz             |               | Partilös      |
| Östergötland        | Gränna och Östergötlands mindre städer      | Pehr Blidberg           |               | Partilös      |
| Jönköping           | Västra härad                                | Anders Johan Sandstedt  |               | LMP           |
| Jönköping           | Östra härad                                 | Daniel Danielsson       |               | LMP           |
| Jönköping           | Östbo härad                                 | Axel Wilhelm Wigardt    |               | LMP           |
| Jönköping           | Västbo härad                                | Vakant mandat           | Vakant mandat | Vakant mandat |
| Jönköping           | Tveta, Vista och Mo domsaga                 | Carl Orre               |               | LMP           |
| Jönköping           | Norra och Södra Vedbo domsaga               | Johan Erickzon          |               | LMP           |
| Jönköping           | Jönköpings stad                             | Åke Lemchen             |               | Partilös      |
| Kronoberg           | Uppvidinge härad                            | Jonas Jonasson          |               | LMP           |
| Kronoberg           | Konga härad                                 | Johan Kjellson          |               | Partilös      |
| Kronoberg           | Norrvidinge och Kinnevalds domsaga          | Peter Petersson         |               | LMP           |
| Kronoberg           | Allbo härad                                 | Anders Medin            |               | LMP           |
| Kronoberg           | Sunnerbo domsagas östra                     | Carl Isak Bengtsson     |               | LMP           |
| Kronoberg           | Sunnerbo domsagas västra                    | Jöns Pehrsson           |               | Partilös      |
| Kronoberg           | Växjö, Eksjö och Vimmerby städer            | Fredrik Ekerot          |               | Partilös      |
| Kalmar              | Norra Tjusts härad                          | Gustaf de Maré          |               | Partilös      |
| Kalmar              | Södra Tjusts härad                          | Emil Key                |               | LMP           |
| Kalmar              | Aspelands och Handbörds domsaga             | Carl Johan Svensén      |               | Min.          |
| Kalmar              | Sevede och Tunaläns domsaga                 | Oscar Hedenberg         |               | LMP           |
| Kalmar              | Norra Möre och Stranda domsaga              | Johan Ohlsson           |               | LMP           |
| Kalmar              | Södra Möre domsagas västra                  | Jonas Jonasson          |               | LMP           |
| Kalmar              | Södra Möre domsagas östra                   | Carl Axel Mannerskantz  |               | Min.          |
| Kalmar              | Ölands domsaga                              | Erik Johan Rudberg      |               | Partilös      |
| Kalmar              | Kalmar stad                                 | Leonard Dahm            |               | Min.          |
| Kalmar              | Västerviks och Oskarshamns städer           | Carl Fredrik Carlsson   |               | Partilös      |
| Gotland             | Gotlands södra domsaga                      | Olof Lagergren          |               | Partilös      |
| Gotland             | Gotlands norra domsaga                      | Gustaf Kolmodin         |               | LMP           |
| Gotland             | Visby stad                                  | Carl Johan Bergman      |               | Partilös      |
| Blekinge            | Listers domsaga                             | Ola Månsson             |               | LMP           |
| Blekinge            | Bräkne domsaga                              | Johan Sjögren           |               | Partilös      |
| Blekinge            | Östra härad                                 | Petter Andersson        |               | LMP           |
| Blekinge            | Medelstads domsaga                          | Otto Fredrik Brunberg   |               | Partilös      |
| Blekinge            | Karlskrona stad                             | Gustaf Carl Witt        |               | Partilös      |
| Blekinge            | Karlshamns och Sölvesborgs städer           | Sven Hellerström        |               | Partilös      |
| Kristianstad        | Ingelstads med flera domsagor               | Ola Lasson              |               | LMP           |
| Kristianstad        | Villands härad                              | Sven Nilsson            |               | Min.          |
| Kristianstad        | Östra Göinge härad                          | Per Nilsson             |               | LMP           |
| Kristianstad        | Gärds och Albo domsaga                      | Anders Persson          |               | LMP           |
| Kristianstad        | Västra Göinge domsaga                       | Ola Bosson Olsson       |               | Partilös      |
| Kristianstad        | Norra Åsbo domsaga                          | Sven Rosenberg          |               | Min.          |
| Kristianstad        | Södra Åsbo och Bjäre domsaga                | Ola Nilsson             |               | LMP           |
| Kristianstad        | Kristianstads och Simrishamns städer        | Axel Bergström          |               | Min.          |
| Malmöhus            | Skytts och Oxie domsaga                     | Åke Andersson           |               | LMP           |
| Malmöhus            | Färs härad                                  | Nils Witthoff           |               | Partilös      |
| Malmöhus            | Frosta härad                                | Nils Nilsson            |               | LMP           |
| Malmöhus            | Harjagers och Rönnebergs härad              | Pehr Johnsson           |               | LMP           |
| Malmöhus            | Onsjö härad                                 | Anders Nilsson          |               | Partilös      |
| Malmöhus            | Luggude domsaga                             | Ola Jönsson             |               | LMP           |
| Malmöhus            | Bara härad                                  | Jöns Olsson             |               | LMP           |
| Malmöhus            | Torna härad                                 | Robert De la Gardie     |               | Min.          |
| Malmöhus            | Herrestads och Ljunits härad                | Arvid Posse             |               | LMP           |
| Malmöhus            | Vemmenhögs härad                            | Per Nilsson             |               | LMP           |
| Malmöhus            | Malmö stad                                  | Carl Kock               |               | Partilös      |
| Malmöhus            | Malmö stad                                  | Samuel von Troil        |               | Min.          |
| Malmöhus            | Lunds stad                                  | Jacob Georg Agardh      |               | Partilös      |
| Malmöhus            | Landskrona stad                             | Johan Ödmansson         |               | Min.          |
| Malmöhus            | Helsingborgs och Ängelholms städer          | Fritz Rooth             |               | Min.          |
| Malmöhus            | Ystads och Skanör-Falsterbo städer          | Sven Trägårdh           |               | Min.          |
| Halland             | Halmstads och Tönnersjö härad               | Lars Olof Stendahl      |               | LMP           |
| Halland             | Höks härad                                  | Carl Ifvarsson          |               | LMP           |
| Halland             | Årstads och Faurås härad                    | Anders Gudmundsson      |               | LMP           |
| Halland             | Himle härad                                 | Anders Persson          |               | LMP           |
| Halland             | Fjäre och Viske domsaga                     | Güllich Wallén          |               | Partilös      |
| Halland             | Hallands läns städer                        | Oscar Alströmer         |               | Min.          |
| Göteborgs och Bohus | Hisings och Askims domsaga                  | Jöns Rundbäck           |               | LMP           |
| Göteborgs och Bohus | Inlands domsaga                             | Anders Andersson        |               | LMP           |
| Göteborgs och Bohus | Orusts och Tjörns domsaga                   | Johan Henriksson        |               | Partilös      |
| Göteborgs och Bohus | Norrvikens domsaga                          | Rudolf Theodor Busck    |               | Partilös      |
| Göteborgs och Bohus | Lane och Stångenäs härad                    | Axel Rosenquist         |               | Partilös      |
| Göteborgs och Bohus | Tunge med flera domsagor                    | Adolf von Proschwitz    |               | LMP           |
| Göteborgs och Bohus | Sävedals härad                              | Carl Fredrik Winkrans   |               | Min.          |
| Göteborgs och Bohus | Göteborgs stad                              | Albert Björck           |               | Partilös      |
| Göteborgs och Bohus | Göteborgs stad                              | Julius Lindström        |               | Min.          |
| Göteborgs och Bohus | Göteborgs stad                              | Olof Wijk den yngre     |               | Min.          |
| Göteborgs och Bohus | Göteborgs stad                              | Sven Adolf Hedlund      |               | Min.          |
| Göteborgs och Bohus | Göteborg och Bohus läns mindre städer       | Gustaf Edvard Widell    |               | Partilös      |
| Älvsborg            | Marks härad                                 | Eric Andersson          |               | LMP           |
| Älvsborg            | Vedens och Bollebygds härad                 | Carl Larsson            |               | Partilös      |
| Älvsborg            | Väne med flera domsagor                     | John Ericson            |               | Partilös      |
| Älvsborg            | Kinds härad                                 | Wilhelm Olivecreutz     |               | Partilös      |
| Älvsborg            | Redvägs härad                               | Olof Rylander           |               | LMP           |
| Älvsborg            | Kullings med flera domsagor                 | Wolter Hessle           |               | Partilös      |
| Älvsborg            | Ås och Gäsene domsaga                       | Vakant mandat           | Vakant mandat | Vakant mandat |
| Älvsborg            | Sundals härads valkrets                     | Daniel Isaksson         |               | LMP           |
| Älvsborg            | Valbo och Nordals härad                     | Gustaf von Proschwitz   |               | LMP           |
| Älvsborg            | Tössbo och Vedbo domsaga                    | Axel Chenon             |               | Partilös      |
| Älvsborg            | Vänersborgs och Åmåls städer                | Anders Jakob Landström  |               | Partilös      |
| Älvsborg            | Borås, Alingsås och Ulricehamns städer      | Anders Gustaf Hollander |               | Partilös      |
| Skaraborg           | Åse och Viste med flera domsagor            | Magnus Svensson         |               | LMP           |
| Skaraborg           | Kållands med flera domsagor                 | August Rydberg          |               | LMP           |
| Skaraborg           | Skånings med flera domsagor                 | Herman Gyllenhaal       |               | Partilös      |
| Skaraborg           | Gudhems och Kåkinds domsaga                 | Jakob Otterström        |               | Min.          |
| Skaraborg           | Vartofta och Frökinds domsaga               | Gustaf Bjerkander       |               | LMP           |
| Skaraborg           | Vadsbo norra domsaga                        | Adolf Sköldberg         |               | LMP           |
| Skaraborg           | Vadsbo södra domsaga                        | Victor Renström         |               | Partilös      |
| Skaraborg           | Mariestads, Skara och Skövde städer         | Alfred Grenander        |               | Partilös      |
| Skaraborg           | Lidköpings, Falköpings och Hjo städer       | Wilhelm Nilson          |               | Min.          |
| Värmland            | Visnums med flera härad                     | Anders Berger           |               | Min.          |
| Värmland            | Färnebo härad                               | Johan Janson            |               | Partilös      |
| Värmland            | Mellansysslets domsaga                      | Vakant mandat           | Vakant mandat | Vakant mandat |
| Värmland            | Gillbergs och Näs härad                     | Anders Andersson        |               | LMP           |
| Värmland            | Nordmarks härad                             | Anders Jonsson          |               | LMP           |
| Värmland            | Fryksdals domsagas övre tingslag            | Arvid Jönsson           |               | LMP           |
| Värmland            | Fryksdals domsagas nedre tingslag           | Nils Andersson          |               | Min.          |
| Värmland            | Jösse domsaga                               | Olof Olsson             |               | LMP           |
| Värmland            | Älvdals och Nyeds domsaga                   | Anders Melcher Myrtin   |               | Partilös      |
| Värmland            | Karlstads och Filipstads städer             | Anton Niklas Sundberg   |               | Partilös      |
| Värmland            | Kristinehamns och Örebro läns mindre städer | Johan Jakob Magnell     |               | Partilös      |
| Örebro              | Edsbergs med flera härad                    | Olof Hedengren          |               | LMP           |
| Örebro              | Kumla och Sundbo härad                      | Eric Olsson             |               | LMP           |
| Örebro              | Örebro och Glanshammars härad               | Per Nilsson             |               | LMP           |
| Örebro              | Askers och Sköllersta härad                 | Anders Uhr              |               | LMP           |
| Örebro              | Lindes domsaga                              | Harald Ericsson         |               | Partilös      |
| Örebro              | Nora domsaga                                | Anders Ericsson         |               | LMP           |
| Örebro              | Örebro stad                                 | Wilhelm Gumælius        |               | Partilös      |
| Västmanland         | Snevringe med flera domsagor                | Lars Persson            |               | LMP           |
| Västmanland         | Åkerbo med flera domsagor                   | David von Schulzenheim  |               | Partilös      |
| Västmanland         | Gamla Norbergs med flera domsagor           | Knut Åkerhielm          |               | Partilös      |
| Västmanland         | Torstuna med flera domsagor                 | Vakant mandat           | Vakant mandat | Vakant mandat |
| Västmanland         | Västerås, Köpings och Enköpings städer      | Daniel Olauson          |               | Min.          |
| Västmanland         | Arboga och Sala städer                      | Johan Anton Bovin       |               | Partilös      |
| Kopparberg          | Mora med flera tingslag                     | Bälter Swen Ersson      |               | Min.          |
| Kopparberg          | Leksands med flera tingslag                 | Liss Olof Larsson       |               | LMP           |
| Kopparberg          | Hedemora domsaga                            | Jan Andersson           |               | LMP           |
| Kopparberg          | Falu domsaga                                | Carl Liljenmark         |               | Partilös      |
| Kopparberg          | Grangärde med flera tingslag                | Fredrik Åman            |               | LMP           |
| Kopparberg          | Malungs med flera tingslag                  | Erik Dofsén             |               | LMP           |
| Kopparberg          | Falu, Hedemora och Säters städer            | Victor Beronius         |               | LMP           |
| Gävleborg           | Ovansjö med flera tingslag                  | Bernhard Benedicks      |               | Partilös      |
| Gävleborg           | Ugglebo med flera tingslag                  | Jon Jonsson             |               | Partilös      |
| Gävleborg           | Norra Hälsinglands domsaga                  | Pehr Ericsson           |               | LMP           |
| Gävleborg           | Västra Hälsinglands domsaga                 | Eric Ersson             |               | LMP           |
| Gävleborg           | Södra Hälsinglands domsaga                  | Pehr Pehrsson           |               | LMP           |
| Gävleborg           | Gävle stad                                  | Per Murén               |               | Min.          |
| Gävleborg           | Söderhamns och Hudiksvalls städer           | Pehr Staaff             |               | Min.          |
| Västernorrland      | Torps med flera tingslag                    | Pehr Lithner            |               | LMP           |
| Västernorrland      | Ljustorps med flera tingslag                | Per Ulrik Ljuslin       |               | LMP           |
| Västernorrland      | Boteå med flera tingslag                    | Per Östman              |               | Partilös      |
| Västernorrland      | Sollefteå och Ramsele tingslag              | Per Engman              |               | LMP           |
| Västernorrland      | Norra Ångermanlands domsaga                 | Per Olof Hörnfeldt      |               | Min.          |
| Västernorrland      | Härnösands, Umeå, Luleå och Piteå städer    | Georg Peter Rönblad     |               | Partilös      |
| Västernorrland      | Sundsvalls och Östersunds städer            | Magnus Ahlgren          |               | Partilös      |
| Jämtland            | Norra Jämtlands domsaga                     | Nils Larson             |               | Min.          |
| Jämtland            | Södra Jämtlands domsaga                     | Vakant mandat           | Vakant mandat | Vakant mandat |
| Västerbotten        | Umeå tingslag                               | Olof Nilsson            |               | LMP           |
| Västerbotten        | Nordmalings med flera tingslag              | Gustaf Hæggström        |               | LMP           |
| Västerbotten        | Västerbottens norra domsaga                 | Carl Ocklind            |               | Partilös      |
| Västerbotten        | Västerbottens mellersta domsaga             | Leonard Fahlander       |               | LMP           |
| Norrbotten          | Norrbottens södra domsaga                   | August Danielsson       |               | LMP           |
| Norrbotten          | Norrbottens norra domsaga                   | Zacharias Grape         |               | Partilös      |

### Ogiltigförklarade valresultat
Listan inkluderar valkretsar där valresultatet hävdes medan riksdagen pågick så att riksdagens sammansättning ändrades. Datumet avser den nya riksdagsmannens tillträde.
| Valkrets                       | Tidigare riksdagsledamot | Parti | Datum     | Ny riksdagsledamot | Parti |
| ------------------------------ | ------------------------ | ----- | --------- | ------------------ | ----- |
| Stockholms läns städer         | Johan Borg               | Inget | 26/3 1867 | Fredrik Isberg     | Inget |
| Gotlands södra domsaga         | Olof Lagergren           | Inget | 8/5 1867  | Ludvig Norrby      | LMP   |
| Sollefteå och Ramsele tingslag | Per Engman               | LMP   | 6/2 1867  | Henrik Hansson     | Inget |